# Siechenhaus zum Klagbaum

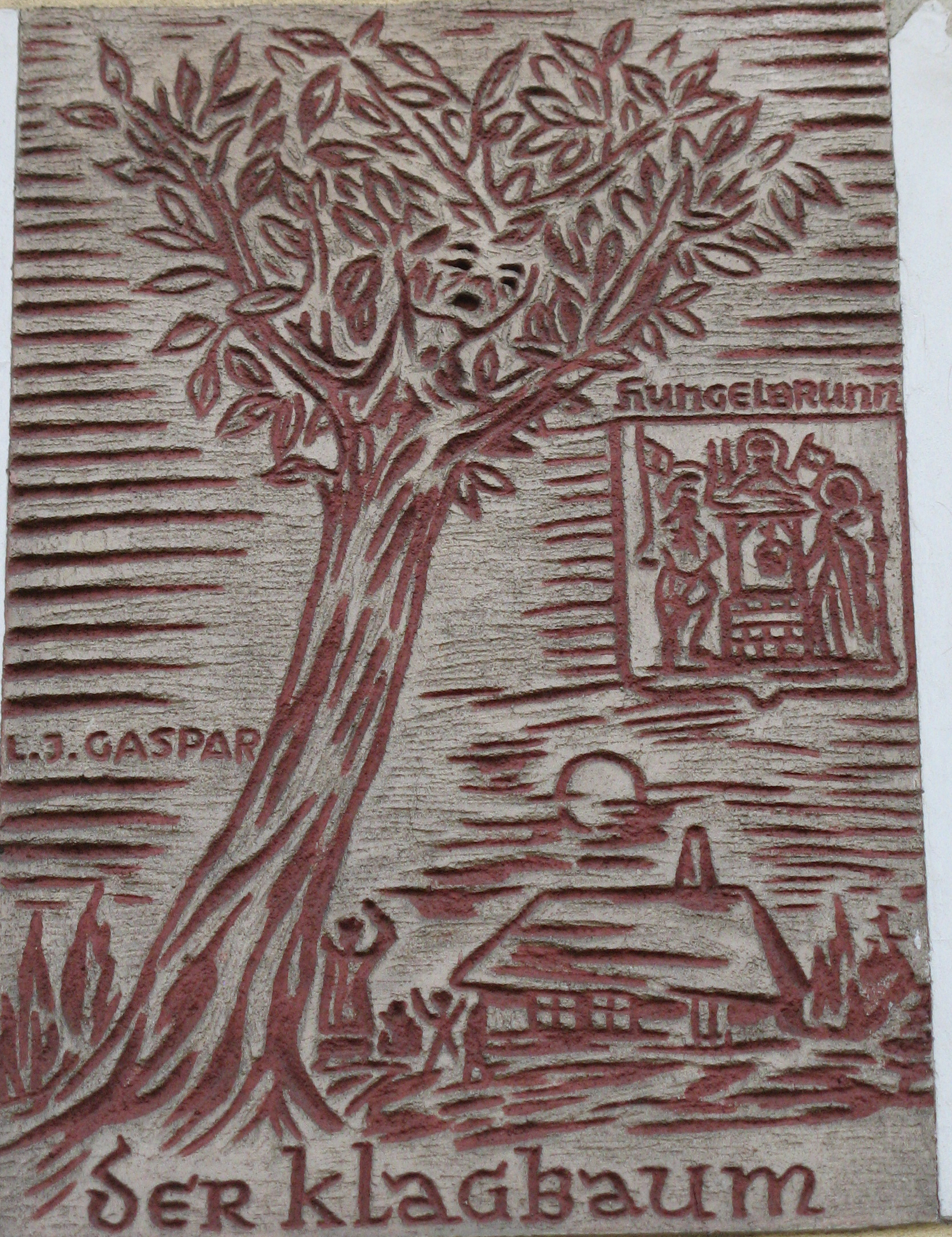
Darstellung der Sage vom Klagbaum am Haus Wiedner Hauptstraße 44

Das Siechenhaus zum Klagbaum oder auch „Siechenhaus am Klagbaum“, auch bekannt als „Siechenhaus zum guten Sankt Job“ war ein ehemaliges Spital für Lepra-Kranke („Aussätzige“ bzw. „Hiobskranke“) in der damaligen Wiener Vorstadt Hungelbrunn. Es bestand im Bereich der heutigen Wiedner Hauptstraße 64–66 beziehungsweise der Klagbaumgasse 1–4.

## Geschichte
1266 gründete Meister Gebhard (oder Gerhard), Pfarrer in Sankt Stephan, Domherr in Passau und Kapellan von Gregor X. im heutigen 4. Wiener Gemeindebezirk Wieden ein Siechenhaus und eine Kapelle. 1267 erfolgte die Einweihung durch Bischof Peter von Passau, obwohl das Siechenhaus erst 1273 fertiggestellt wurde.
Das Spital verfügte über einen eigenen Priester und zur Aufsicht über einen Vogt, der aus den Reihen des Rates der Stadt Wien kam. Als Anstaltskleidung trugen die hier untergebrachten Aussätzigen blaue Kleidung, auf den Mänteln war zusätzlich ein rotes Kreuz in einem roten Kreis angebracht.
1482 wurde das Siechenhaus teilweise demoliert, um Baumaterial für die Stadtmauer von Wien zu gewinnen, um diese gegen die Truppen des anrückenden Matthias Corvinus zu verstärken. Wann das Spital wiederhergestellt wurde, ist nicht bekannt.
Urkundlich belegt ist es erst wieder ab 1525. Vier Jahre später, 1529, wurde das Siechenhaus abgebrochen, um der türkischen Armee während der Türkenbelagerung nicht als Unterkunft zu dienen. Das für den Wiederaufbau notwendige Geld stellte die Gräfin Barbara von Sankt Jörgen und Pösing in ihrem Testament zur Verfügung. Mit dem Neubau der Kapelle des Spitals änderte sich auch die Patronanz, nämlich von „Sankt Job (Hiob)“ auf „Maria Heimsuchung“.
Die zweite Türkenbelagerung überstanden Siechenhaus und Kapelle relativ unbeschädigt. Die Kosten für die Instandsetzung übernahm diesmal das Wiener Bürgerspital. Der Pfarrer von Sankt Marx übernahm hier die seelsorgerischen Aufgaben. 1706 wurde das Siechenhaus zum Klagbaum, in dem etwa 10 bis 12 Personen lebten, dem Bürgerspital einverleibt.
Auf Befehl von Kaiser Joseph II. wurde das Spital am 10. Oktober 1785 aufgehoben. Am 11. Jänner 1787 wurde das ehemalige Spital, das als düsterer Bau mit nur zwei kleinen Fenstern beschrieben wird, mit dem angrenzenden Garten versteigert.
Die Pflege der Kranken wurde vom Orden der Lazarus-Ritter übernommen. Unklar ist, ob hier nur Frauen aufgenommen wurden oder auch Männer.

### Klagbaum
Namensgeber für das Siechenhaus zum Klagbaum (oder auch Klagpaum) war eine Linde, die nach einer volkstümlichen Legende nahende Katastrophen durch klagende Geräusche ankündigte. Um sie ranken sich einige Sagen.
In Wien-Wieden (4. Bezirk) wurde die Klagbaumgasse nach dem Siechenhaus zum Klagbaum benannt.